# Airbus A330
Airbus A330 je putnički širokotrupni turbo-mlazni zrakoplov srednjeg i velikog doleta. Razvijan je u isto vrijeme kada i četvero-motorni Airbus A340.

## Povijesni razvoj
A330 ulazi među dvomotorne zrakoplove namijenjene za velike dolete, kao konkurencija Boeing-u 767. Trup i krila aviona vizualno su isti kao i na večem A340. Osnovu trupa naslijedio je od A300 dok su nosni dio i pilotska kabina sa sustavom "fly-by-wire" proizašli iz A320. Kao i A340 završno sastavljanje zrakoplova urađeno je u francuskoj tvornici u Toulouse-Blagnac. Do kraja 2007. naručeno je 793 aviona a 488 ih je isporučeno.

## Inačice
Postoje dvije glavne inačice Airbusa A330. 

### A330-200
Inačica je predstavljena 1995. godine, a u uporabu je ušla 1998. Razvijena je kao konkurencija Boeingu 767-300ER. Avion A330-200 sličan je A340-200 kao i skraćenoj inačici A330-300. Radi vrlo slabe prodaje A340-200 (izrađeno je samo 28 aviona) Airbus je odlučio upotrijebiti trup tog aviona s krilima i motorima od A330-300. To je znatno povećalo ekonomičnost aviona i na njegovu popularnost u odnosu na četveromotornu inačicu.
Vertikalni stabilizator je viši nego onaj na A330-300 što ublažava loš utjecaj sile momenta koja nastaje radi kraćeg trupa. Avion ima dodatne spremnike za gorivo a maksimalna težina uzlijetanja mu je 233 tone. Dolet s 253 putnika (u tri klase) je 12.500 km. Avion pokreću dva General Electric CF6-80E, Pratt & Whitney PW4000 ili Rolls-Royce Trent 700 motora. 

#### A330-200F
Iako je zbog slabe prodaje A300-600F i 310F aviona, Airbus reklamirao cargo inačicu A330-200 još 2000. – 2001. godine, avion je predstavljen 2006., dok se ulaz u promet očekuje u drugoj polovici 2009.
A330-200F je avion srednje veličine predviđen za dugolinijski promet. S 64.000 kg tereta dolet mu je 7.400 km. Na glavnoj palubi mogu biti utovareni i kontejneri i palete u raznim konfiguracijama.  Avion pokreću dva Pratt & Whitney PW4000 ili  Rolls-Royce Trent 700turbofen motora.

### A330-300
A330-300 pojavio se je 1987. godine a u redovni servis ušao je 1993. kao zamjena za Airbus A300|A300. Baziran je na izduženom trupu A300-600 ali s novim krilima, stabilizatorima i "fly-by-wire" softverom. A330-300 ima 295 sjedišta u tri klase a dolet mu je 10.500 km. Kapacitet Carga može se usporediti s onim koji nosi Boeing 747. S ovim zrakoplovom neke kompanije tijekom noći prevoze cargo dok danju prevoze putnike.
Avion pokreću dva General Electric CF6-80E, Pratt & Whitney PW4000 ili Rolls-Royce Trent 700 motora.

### A330 MRTT
(eng. Multi-Role Transport and Tanker version) Višenamjenski transportni avion i avion-cisterna se koristi za nadopunu vojnih zrakoplova tijekom leta kao i za strateški prijevoz opreme. Preuređeni cargo odjeljak može prevoziti i vojne palete i civilne (ULD) kontejnere. Zrakoplov ima veliki kapacitet goriva, 122 tone u krilnim spremnicima može biti nadopunjeno s dodatnim spremnicima u donjem cargo prostoru. Uz standardnu težinu goriva zrakoplov može ponijeti još 43.000 kg tereta. Kako avion ima ista krila kao i četveromotorni A340-200 na ovjesima ispod krila ovješeni su sklopovi za nadopunu goriva tijekom leta.

## Usporedba
| Dimenzije zrakoplova                    | A330-200                                                                      | A330-300                                                                      |
| --------------------------------------- | ----------------------------------------------------------------------------- | ----------------------------------------------------------------------------- |
| Dužina                                  | 58,8 m                                                                        | 63,6 m                                                                        |
| Visina (do vrha okomitog stabilizatora) | 17,40 m                                                                       | 16,85 m                                                                       |
| Promjer trupa                           | 5,64 m                                                                        | 5,64 m                                                                        |
| Visina kabine                           | 5,28 m                                                                        | 5,28 m                                                                        |
| Dužina kabine                           | 45,0 m                                                                        | 50,35 m                                                                       |
| Razmah krila                            | 60,3 m                                                                        | 60,3 m                                                                        |
| Površina krila                          | 361,6 m²                                                                      | 361,6 m²                                                                      |
| Kut krila (25% tetive)                  | 30°                                                                           | 30°                                                                           |
| Razmak podvozja                         | 22,2 m                                                                        | 25,6 m                                                                        |
| Razmak kotača                           | 10,69 m                                                                       | 10,69 m                                                                       |
| Karakteristike                          |                                                                               |                                                                               |
| Motori                                  | dva General Electric CF6 ili Pratt & Whitney PW4000 ili Rolls-Royce Trent 700 | dva General Electric CF6 ili Pratt & Whitney PW4000 ili Rolls-Royce Trent 700 |
| Potisak                                 | 303-320 kN                                                                    | 303-320 kN                                                                    |
| Broj sjedišta                           | 253 (3-klase) / 293 (2-klase)                                                 | 295 (3-klase) / 335 (2-klase)                                                 |
| Dolet (maks. br. putnika)               | 12,500 km                                                                     | 10,500 km                                                                     |
| Ekonomska brzina                        | 0,82 Macha (541 mph, 871 km/h na 35 000 stopa ekonomske visine leta)          | 0,82 Macha (541 mph, 871 km/h na 35 000 stopa ekonomske visine leta)          |
| Maksimalna brzina                       | 0,86 Macha (568 mph, 913 km/h na 35 000 stopa ekonomske visine leta)          | 0,86 Macha (568 mph, 913 km/h na 35 000 stopa ekonomske visine leta)          |
| Dužina uzlijetanja                      | 2220 m                                                                        | 2500 m                                                                        |
| Volumen donjeg kargo prostora           | 19,7 / 13,76 m³                                                               | 19,7 / 13,76 m³                                                               |
| Težine                                  |                                                                               |                                                                               |
| Natovareni zrakoplov                    | 230,9 (233,9 ) t                                                              | 230,9 (233,9 ) t                                                              |
| Maksimalna težina uzlijetanja           | 230 (233) t                                                                   | 230 (233) t                                                                   |
| Maksimalna težina slijetanja            | 180 (182) t                                                                   | 185 (187) t                                                                   |
| Maksimalna težina bez goriva            | 168 (170) t                                                                   | 173 (175) t                                                                   |
| Maksimalna količina goriva              | 139 100 l                                                                     | 97 170 l                                                                      |

1. ↑  Orders and deliveries airbus.com